# الدوري التشيلي لكرة القدم 1944
الدوري التشيلي لكرة القدم 1944 (بالإسبانية: Primera División de Chile 1944)‏ هو الموسم 12 من الدوري التشيلي لكرة القدم. كان عدد الأندية المشاركة فيه 12، وفاز فيه كولو-كولو.